# Mendo
D. Mendo mais conhecido pela forma Conde Mendo foi um nobre que chegou à Península Ibérica vindo de Itália com o seu irmão a bordo de uma poderosa armada que se destinava conquistar o Reino da Galiza.[carece de fontes?]
Reza a história que os seus intentos foram gorados por uma tempestade que se abateu sobre a frota por alturas do cabo Piorno. Da armada pouco se salvou, tendo apenas sobrevivido cinco cavaleiros com os quais, corria o ano de 740, aportou na Galiza. Reinava então Afonso I das Astúrias.[carece de fontes?]
Colocou-se sob as ordens deste soberano e acabou por casar com a condessa Joana Romais, filha de Romão Bermudes, conde de Monterroso e de Santa Marta de Ortigueira, filho de Fruela I das Astúrias,[carece de fontes?] rei das Astúrias.
Romão de Monterroso foi casado com Teresa Arias, filha de Arias Peres, senhor da Casa do Sirgal.[carece de fontes?]

## Relações familiares
Foi pai de:
1. Froila Mendes de Trastamara (c. 830 -?)[1][2], Conde de Monterroso e casado com Grixivera Álvares das Astúrias, filha de Álvaro das Astúrias, conde das Astúrias.[carece de fontes?]